# 小川修三
小川 修三（おがわ しゅうぞう、1924年5月8日 - 2005年1月9日）は、日本の物理学者（素粒子物理学）。名古屋大学名誉教授、広島大学名誉教授。

## 経歴
1924年、山口県都濃郡徳山で生まれた。徳山で育つが、1940年3月に三重県四日市市に転居したことに伴い、徳山中学校から富田中学校に移った。第八高等学校理科で学び、1944年9月に卒業。名古屋帝国大学理学部物理学科へ進学し、1947年に卒業。
卒業後は、同年12月より同大学の幅助手となった。1949年に理学部の文部教官となり、翌1950年に助手となった。1955年に学位論文『相互作用の普遍性に関する研究』を名古屋大学に提出して理学博士号を取得。同年4月より、広島大学理学部講師となった。1958年に助教授、1965年に教授に昇格。1976年7月、母校である名古屋大学教授に就任。1985年から1988年まで理学部長を勤めた。1988年に名古屋大学を定年退職し、名誉教授となった。
学界では、高エネルギー物理学研究所（現 高エネルギー加速器研究機構）の運営協議委員を務めた。2005年、心筋梗塞のため名古屋市の自宅で死去した。

## 受賞・栄典
- 1967年：仁科記念賞を受賞。

## 研究内容・業績
専門は物理学で、素粒子物理学。名古屋大学時代の学生には、沢田昭二がいる。
坂田模型
小川と山口嘉夫は独立に、坂田昌一の提唱したハドロンの複合模型（坂田模型）の基本粒子は互に同等で、粒子間の入れ替えに対し理論は不変となることを発見している。これをYOO対称性 と言う。この研究で坂田モデルは新たな段階に入った。大貫義郎は、山口らの見出した対称性から3次元のユニタリー群によって記述できることを見い出す。大貫が創り出したこの新しい粒子の枠組SU(3)　は、一般的観点からの新しい粒子の枠組みとなり新しい出発点となった。
クォークに関して
小川は丹生潔が1971年に宇宙線の中で発見・報告した「Ｘ粒子」が第4のクォークであると提唱したが、当時は広く認められるまでには至らなかった。　しかし、このことが後にノーベル物理学賞受賞となった「小林・益川理論」が生まれる契機となった。

## 著作
著書
- 『現代の自然観』(現代人の科学,講座6）日本科学者会議編 大月書店 1975
- 『素粒子の複合模型』小川修三ほか 岩波書店 1980

講義ノート
- 「小川修三「量子力学」講義ノート1」矢野忠編 2016年[2]
- 「小川修三「量子力学」講義ノート2」矢野忠編 2019年[3]